# Вершинин, Сергей Васильевич
Серге́й Васи́льевич Верши́нин (род. 24 июля 1954) — советский и российский дипломат. Заместитель министра иностранных дел Российской Федерации с 27 марта 2018 года, Чрезвычайный и полномочный посол (2007).

## Биография
Окончил МГИМО МИД СССР (1976) и Дипломатическую академию МИД СССР (1991). На дипломатической работе с 1976 года. Владеет арабским, французским и английским языками.
В 1976—1981 годах — сотрудник Посольства СССР в Марокко.
В 1984—1991 годах — сотрудник Посольства СССР в Алжире.
В 1993—1997 годах — советник-посланник Посольства России в Тунисе.
В 1997—2000 годах — начальник отдела Департамента Ближнего Востока и Северной Африки МИД России.
С 31 декабря 1999 по 8 декабря 2003 года — чрезвычайный и полномочный посол Российской Федерации в Алжире.
В 2005—2018 годах — директор Департамента Ближнего Востока и Северной Африки МИД России.
С 27 марта 2018 года — заместитель министра иностранных дел Российской Федерации.
В июне 2025 года стало известно, что Вершинин станет послом России в Турции вместо Алексея Ерхова.

## Дипломатический ранг
- Чрезвычайный и полномочный посланник 2 класса (17 апреля 1998)[5].
- Чрезвычайный и полномочный посланник 1 класса (18 июня 2002)[6].
- Чрезвычайный и полномочный посол (29 августа 2007)[7].

## Награды
- Орден «За заслуги перед Отечеством» IV степени (17 октября 2024) — за большой вклад в реализацию внешнеполитического курса Российской Федерации и многолетнюю добросовестную дипломатическую службу[8].
- Орден Александра Невского (4 октября 2019) — за большой вклад в реализацию внешнеполитического курса Российской Федерации[9].
- Орден Почёта (29 сентября 2014) — за большой вклад в реализацию внешнеполитического курса Российской Федерации и многолетнюю добросовестную работу[10].
- Орден Дружбы (26 января 2008) — за большой вклад в реализацию внешнеполитического курса Российской Федерации и многолетнюю плодотворную дипломатическую службу[11].
- Медаль «За вклад в укрепление обороны Российской Федерации» (Минобороны России, 2019)[12].